# Слов'янський захист
Слов'янський захист — шаховий дебют, що починається ходами: 

1. d2-d4 d7-d5 

2. c2-c4 c7-c6.
Належить до закритих початків.

## Опис
Серед різноманітних побудов ферзевого гамбіту слов'янський захист займає в сучасній практиці помітне місце. Без нього не проходить жоден сучасний супертурнір. І це не випадково, адже за його непримітним на перший погляд "фасадом" приховані численні глибокі стратегічні й тактичні ідеї. Головною ідеєю ходу с7-с6 є укріплення центру без обмеження рухливості білопольного слона. Проте не менш важливою є можливість подальшого пішакового наступу на ферзевому фланзі за допомогою d5:c4 і потім b7-b5. В деяких випадках чорні можуть грати на утримання пішака с4. Саме ці ідеї характеризують в першу чергу суть стратегії чорних у слов'янському захисті.
Найбільший внесок у розвиток слов'янського захисту зробили польські, російські, чеські та югославські теоретики й практики. Звідси й походить загальноприйнята назва гамбіту.
Слов'янський захист любили грати Василь Смислов і Михайло Ботвинник.
Варіанти, що містять як c6, так і e6 (у будь-якому порядку), позначені кодами від D43 до D49 і в англомовній літературі мають назву the Semi-Slav Defense.

## Варіанти гри
- 3. Kg1-f3 Kg8-f6 4. Kb1-c3 d5:c4 - основний варіант
  - 4... a7-a6 - система Чебаненко
  - 4... e7-e6 5. e2-e3 Кb8-d7 6. Сf1-d3 Сf8-d6 — варіант Чигоріна
    - 5. Сc1-g5 d5:c4 6. e4 - система Ботвинника (антимеран) [1]
      - 5... h7-h6 - Московський варіант
- 3. с4:d5 c6:d5  — розмінна система[2]
- 3. Kb1-c3  — Слов'янський гамбіт
- 3. е2-е3 Kg8-f6 4. Kb1-c3 е7-e6 5. Kg1-f3 Kb8-d7 — Меранський варіант

|   | a | b | c | d | e | f | g | h |   |
| 8 | a8 чорна тура · c8 чорний слон · d8 чорний ферзь · e8 чорний король · f8 чорний слон · h8 чорна тура · a7 чорний пішак · b7 чорний пішак · d7 чорний кінь · f7 чорний пішак · g7 чорний пішак · h7 чорний пішак · c6 чорний пішак · e6 чорний пішак · f6 чорний кінь · d5 чорний пішак · c4 білий пішак · d4 білий пішак · c3 білий кінь · e3 білий пішак · f3 білий кінь · a2 білий пішак · b2 білий пішак · f2 білий пішак · g2 білий пішак · h2 білий пішак · a1 біла тура · c1 білий слон · d1 білий ферзь · e1 білий король · f1 білий слон · h1 біла тура | a8 чорна тура · c8 чорний слон · d8 чорний ферзь · e8 чорний король · f8 чорний слон · h8 чорна тура · a7 чорний пішак · b7 чорний пішак · d7 чорний кінь · f7 чорний пішак · g7 чорний пішак · h7 чорний пішак · c6 чорний пішак · e6 чорний пішак · f6 чорний кінь · d5 чорний пішак · c4 білий пішак · d4 білий пішак · c3 білий кінь · e3 білий пішак · f3 білий кінь · a2 білий пішак · b2 білий пішак · f2 білий пішак · g2 білий пішак · h2 білий пішак · a1 біла тура · c1 білий слон · d1 білий ферзь · e1 білий король · f1 білий слон · h1 біла тура | a8 чорна тура · c8 чорний слон · d8 чорний ферзь · e8 чорний король · f8 чорний слон · h8 чорна тура · a7 чорний пішак · b7 чорний пішак · d7 чорний кінь · f7 чорний пішак · g7 чорний пішак · h7 чорний пішак · c6 чорний пішак · e6 чорний пішак · f6 чорний кінь · d5 чорний пішак · c4 білий пішак · d4 білий пішак · c3 білий кінь · e3 білий пішак · f3 білий кінь · a2 білий пішак · b2 білий пішак · f2 білий пішак · g2 білий пішак · h2 білий пішак · a1 біла тура · c1 білий слон · d1 білий ферзь · e1 білий король · f1 білий слон · h1 біла тура | a8 чорна тура · c8 чорний слон · d8 чорний ферзь · e8 чорний король · f8 чорний слон · h8 чорна тура · a7 чорний пішак · b7 чорний пішак · d7 чорний кінь · f7 чорний пішак · g7 чорний пішак · h7 чорний пішак · c6 чорний пішак · e6 чорний пішак · f6 чорний кінь · d5 чорний пішак · c4 білий пішак · d4 білий пішак · c3 білий кінь · e3 білий пішак · f3 білий кінь · a2 білий пішак · b2 білий пішак · f2 білий пішак · g2 білий пішак · h2 білий пішак · a1 біла тура · c1 білий слон · d1 білий ферзь · e1 білий король · f1 білий слон · h1 біла тура | a8 чорна тура · c8 чорний слон · d8 чорний ферзь · e8 чорний король · f8 чорний слон · h8 чорна тура · a7 чорний пішак · b7 чорний пішак · d7 чорний кінь · f7 чорний пішак · g7 чорний пішак · h7 чорний пішак · c6 чорний пішак · e6 чорний пішак · f6 чорний кінь · d5 чорний пішак · c4 білий пішак · d4 білий пішак · c3 білий кінь · e3 білий пішак · f3 білий кінь · a2 білий пішак · b2 білий пішак · f2 білий пішак · g2 білий пішак · h2 білий пішак · a1 біла тура · c1 білий слон · d1 білий ферзь · e1 білий король · f1 білий слон · h1 біла тура | a8 чорна тура · c8 чорний слон · d8 чорний ферзь · e8 чорний король · f8 чорний слон · h8 чорна тура · a7 чорний пішак · b7 чорний пішак · d7 чорний кінь · f7 чорний пішак · g7 чорний пішак · h7 чорний пішак · c6 чорний пішак · e6 чорний пішак · f6 чорний кінь · d5 чорний пішак · c4 білий пішак · d4 білий пішак · c3 білий кінь · e3 білий пішак · f3 білий кінь · a2 білий пішак · b2 білий пішак · f2 білий пішак · g2 білий пішак · h2 білий пішак · a1 біла тура · c1 білий слон · d1 білий ферзь · e1 білий король · f1 білий слон · h1 біла тура | a8 чорна тура · c8 чорний слон · d8 чорний ферзь · e8 чорний король · f8 чорний слон · h8 чорна тура · a7 чорний пішак · b7 чорний пішак · d7 чорний кінь · f7 чорний пішак · g7 чорний пішак · h7 чорний пішак · c6 чорний пішак · e6 чорний пішак · f6 чорний кінь · d5 чорний пішак · c4 білий пішак · d4 білий пішак · c3 білий кінь · e3 білий пішак · f3 білий кінь · a2 білий пішак · b2 білий пішак · f2 білий пішак · g2 білий пішак · h2 білий пішак · a1 біла тура · c1 білий слон · d1 білий ферзь · e1 білий король · f1 білий слон · h1 біла тура | a8 чорна тура · c8 чорний слон · d8 чорний ферзь · e8 чорний король · f8 чорний слон · h8 чорна тура · a7 чорний пішак · b7 чорний пішак · d7 чорний кінь · f7 чорний пішак · g7 чорний пішак · h7 чорний пішак · c6 чорний пішак · e6 чорний пішак · f6 чорний кінь · d5 чорний пішак · c4 білий пішак · d4 білий пішак · c3 білий кінь · e3 білий пішак · f3 білий кінь · a2 білий пішак · b2 білий пішак · f2 білий пішак · g2 білий пішак · h2 білий пішак · a1 біла тура · c1 білий слон · d1 білий ферзь · e1 білий король · f1 білий слон · h1 біла тура | 8 |
| 7 | a8 чорна тура · c8 чорний слон · d8 чорний ферзь · e8 чорний король · f8 чорний слон · h8 чорна тура · a7 чорний пішак · b7 чорний пішак · d7 чорний кінь · f7 чорний пішак · g7 чорний пішак · h7 чорний пішак · c6 чорний пішак · e6 чорний пішак · f6 чорний кінь · d5 чорний пішак · c4 білий пішак · d4 білий пішак · c3 білий кінь · e3 білий пішак · f3 білий кінь · a2 білий пішак · b2 білий пішак · f2 білий пішак · g2 білий пішак · h2 білий пішак · a1 біла тура · c1 білий слон · d1 білий ферзь · e1 білий король · f1 білий слон · h1 біла тура | a8 чорна тура · c8 чорний слон · d8 чорний ферзь · e8 чорний король · f8 чорний слон · h8 чорна тура · a7 чорний пішак · b7 чорний пішак · d7 чорний кінь · f7 чорний пішак · g7 чорний пішак · h7 чорний пішак · c6 чорний пішак · e6 чорний пішак · f6 чорний кінь · d5 чорний пішак · c4 білий пішак · d4 білий пішак · c3 білий кінь · e3 білий пішак · f3 білий кінь · a2 білий пішак · b2 білий пішак · f2 білий пішак · g2 білий пішак · h2 білий пішак · a1 біла тура · c1 білий слон · d1 білий ферзь · e1 білий король · f1 білий слон · h1 біла тура | a8 чорна тура · c8 чорний слон · d8 чорний ферзь · e8 чорний король · f8 чорний слон · h8 чорна тура · a7 чорний пішак · b7 чорний пішак · d7 чорний кінь · f7 чорний пішак · g7 чорний пішак · h7 чорний пішак · c6 чорний пішак · e6 чорний пішак · f6 чорний кінь · d5 чорний пішак · c4 білий пішак · d4 білий пішак · c3 білий кінь · e3 білий пішак · f3 білий кінь · a2 білий пішак · b2 білий пішак · f2 білий пішак · g2 білий пішак · h2 білий пішак · a1 біла тура · c1 білий слон · d1 білий ферзь · e1 білий король · f1 білий слон · h1 біла тура | a8 чорна тура · c8 чорний слон · d8 чорний ферзь · e8 чорний король · f8 чорний слон · h8 чорна тура · a7 чорний пішак · b7 чорний пішак · d7 чорний кінь · f7 чорний пішак · g7 чорний пішак · h7 чорний пішак · c6 чорний пішак · e6 чорний пішак · f6 чорний кінь · d5 чорний пішак · c4 білий пішак · d4 білий пішак · c3 білий кінь · e3 білий пішак · f3 білий кінь · a2 білий пішак · b2 білий пішак · f2 білий пішак · g2 білий пішак · h2 білий пішак · a1 біла тура · c1 білий слон · d1 білий ферзь · e1 білий король · f1 білий слон · h1 біла тура | a8 чорна тура · c8 чорний слон · d8 чорний ферзь · e8 чорний король · f8 чорний слон · h8 чорна тура · a7 чорний пішак · b7 чорний пішак · d7 чорний кінь · f7 чорний пішак · g7 чорний пішак · h7 чорний пішак · c6 чорний пішак · e6 чорний пішак · f6 чорний кінь · d5 чорний пішак · c4 білий пішак · d4 білий пішак · c3 білий кінь · e3 білий пішак · f3 білий кінь · a2 білий пішак · b2 білий пішак · f2 білий пішак · g2 білий пішак · h2 білий пішак · a1 біла тура · c1 білий слон · d1 білий ферзь · e1 білий король · f1 білий слон · h1 біла тура | a8 чорна тура · c8 чорний слон · d8 чорний ферзь · e8 чорний король · f8 чорний слон · h8 чорна тура · a7 чорний пішак · b7 чорний пішак · d7 чорний кінь · f7 чорний пішак · g7 чорний пішак · h7 чорний пішак · c6 чорний пішак · e6 чорний пішак · f6 чорний кінь · d5 чорний пішак · c4 білий пішак · d4 білий пішак · c3 білий кінь · e3 білий пішак · f3 білий кінь · a2 білий пішак · b2 білий пішак · f2 білий пішак · g2 білий пішак · h2 білий пішак · a1 біла тура · c1 білий слон · d1 білий ферзь · e1 білий король · f1 білий слон · h1 біла тура | a8 чорна тура · c8 чорний слон · d8 чорний ферзь · e8 чорний король · f8 чорний слон · h8 чорна тура · a7 чорний пішак · b7 чорний пішак · d7 чорний кінь · f7 чорний пішак · g7 чорний пішак · h7 чорний пішак · c6 чорний пішак · e6 чорний пішак · f6 чорний кінь · d5 чорний пішак · c4 білий пішак · d4 білий пішак · c3 білий кінь · e3 білий пішак · f3 білий кінь · a2 білий пішак · b2 білий пішак · f2 білий пішак · g2 білий пішак · h2 білий пішак · a1 біла тура · c1 білий слон · d1 білий ферзь · e1 білий король · f1 білий слон · h1 біла тура | a8 чорна тура · c8 чорний слон · d8 чорний ферзь · e8 чорний король · f8 чорний слон · h8 чорна тура · a7 чорний пішак · b7 чорний пішак · d7 чорний кінь · f7 чорний пішак · g7 чорний пішак · h7 чорний пішак · c6 чорний пішак · e6 чорний пішак · f6 чорний кінь · d5 чорний пішак · c4 білий пішак · d4 білий пішак · c3 білий кінь · e3 білий пішак · f3 білий кінь · a2 білий пішак · b2 білий пішак · f2 білий пішак · g2 білий пішак · h2 білий пішак · a1 біла тура · c1 білий слон · d1 білий ферзь · e1 білий король · f1 білий слон · h1 біла тура | 7 |
| 6 | a8 чорна тура · c8 чорний слон · d8 чорний ферзь · e8 чорний король · f8 чорний слон · h8 чорна тура · a7 чорний пішак · b7 чорний пішак · d7 чорний кінь · f7 чорний пішак · g7 чорний пішак · h7 чорний пішак · c6 чорний пішак · e6 чорний пішак · f6 чорний кінь · d5 чорний пішак · c4 білий пішак · d4 білий пішак · c3 білий кінь · e3 білий пішак · f3 білий кінь · a2 білий пішак · b2 білий пішак · f2 білий пішак · g2 білий пішак · h2 білий пішак · a1 біла тура · c1 білий слон · d1 білий ферзь · e1 білий король · f1 білий слон · h1 біла тура | a8 чорна тура · c8 чорний слон · d8 чорний ферзь · e8 чорний король · f8 чорний слон · h8 чорна тура · a7 чорний пішак · b7 чорний пішак · d7 чорний кінь · f7 чорний пішак · g7 чорний пішак · h7 чорний пішак · c6 чорний пішак · e6 чорний пішак · f6 чорний кінь · d5 чорний пішак · c4 білий пішак · d4 білий пішак · c3 білий кінь · e3 білий пішак · f3 білий кінь · a2 білий пішак · b2 білий пішак · f2 білий пішак · g2 білий пішак · h2 білий пішак · a1 біла тура · c1 білий слон · d1 білий ферзь · e1 білий король · f1 білий слон · h1 біла тура | a8 чорна тура · c8 чорний слон · d8 чорний ферзь · e8 чорний король · f8 чорний слон · h8 чорна тура · a7 чорний пішак · b7 чорний пішак · d7 чорний кінь · f7 чорний пішак · g7 чорний пішак · h7 чорний пішак · c6 чорний пішак · e6 чорний пішак · f6 чорний кінь · d5 чорний пішак · c4 білий пішак · d4 білий пішак · c3 білий кінь · e3 білий пішак · f3 білий кінь · a2 білий пішак · b2 білий пішак · f2 білий пішак · g2 білий пішак · h2 білий пішак · a1 біла тура · c1 білий слон · d1 білий ферзь · e1 білий король · f1 білий слон · h1 біла тура | a8 чорна тура · c8 чорний слон · d8 чорний ферзь · e8 чорний король · f8 чорний слон · h8 чорна тура · a7 чорний пішак · b7 чорний пішак · d7 чорний кінь · f7 чорний пішак · g7 чорний пішак · h7 чорний пішак · c6 чорний пішак · e6 чорний пішак · f6 чорний кінь · d5 чорний пішак · c4 білий пішак · d4 білий пішак · c3 білий кінь · e3 білий пішак · f3 білий кінь · a2 білий пішак · b2 білий пішак · f2 білий пішак · g2 білий пішак · h2 білий пішак · a1 біла тура · c1 білий слон · d1 білий ферзь · e1 білий король · f1 білий слон · h1 біла тура | a8 чорна тура · c8 чорний слон · d8 чорний ферзь · e8 чорний король · f8 чорний слон · h8 чорна тура · a7 чорний пішак · b7 чорний пішак · d7 чорний кінь · f7 чорний пішак · g7 чорний пішак · h7 чорний пішак · c6 чорний пішак · e6 чорний пішак · f6 чорний кінь · d5 чорний пішак · c4 білий пішак · d4 білий пішак · c3 білий кінь · e3 білий пішак · f3 білий кінь · a2 білий пішак · b2 білий пішак · f2 білий пішак · g2 білий пішак · h2 білий пішак · a1 біла тура · c1 білий слон · d1 білий ферзь · e1 білий король · f1 білий слон · h1 біла тура | a8 чорна тура · c8 чорний слон · d8 чорний ферзь · e8 чорний король · f8 чорний слон · h8 чорна тура · a7 чорний пішак · b7 чорний пішак · d7 чорний кінь · f7 чорний пішак · g7 чорний пішак · h7 чорний пішак · c6 чорний пішак · e6 чорний пішак · f6 чорний кінь · d5 чорний пішак · c4 білий пішак · d4 білий пішак · c3 білий кінь · e3 білий пішак · f3 білий кінь · a2 білий пішак · b2 білий пішак · f2 білий пішак · g2 білий пішак · h2 білий пішак · a1 біла тура · c1 білий слон · d1 білий ферзь · e1 білий король · f1 білий слон · h1 біла тура | a8 чорна тура · c8 чорний слон · d8 чорний ферзь · e8 чорний король · f8 чорний слон · h8 чорна тура · a7 чорний пішак · b7 чорний пішак · d7 чорний кінь · f7 чорний пішак · g7 чорний пішак · h7 чорний пішак · c6 чорний пішак · e6 чорний пішак · f6 чорний кінь · d5 чорний пішак · c4 білий пішак · d4 білий пішак · c3 білий кінь · e3 білий пішак · f3 білий кінь · a2 білий пішак · b2 білий пішак · f2 білий пішак · g2 білий пішак · h2 білий пішак · a1 біла тура · c1 білий слон · d1 білий ферзь · e1 білий король · f1 білий слон · h1 біла тура | a8 чорна тура · c8 чорний слон · d8 чорний ферзь · e8 чорний король · f8 чорний слон · h8 чорна тура · a7 чорний пішак · b7 чорний пішак · d7 чорний кінь · f7 чорний пішак · g7 чорний пішак · h7 чорний пішак · c6 чорний пішак · e6 чорний пішак · f6 чорний кінь · d5 чорний пішак · c4 білий пішак · d4 білий пішак · c3 білий кінь · e3 білий пішак · f3 білий кінь · a2 білий пішак · b2 білий пішак · f2 білий пішак · g2 білий пішак · h2 білий пішак · a1 біла тура · c1 білий слон · d1 білий ферзь · e1 білий король · f1 білий слон · h1 біла тура | 6 |
| 5 | a8 чорна тура · c8 чорний слон · d8 чорний ферзь · e8 чорний король · f8 чорний слон · h8 чорна тура · a7 чорний пішак · b7 чорний пішак · d7 чорний кінь · f7 чорний пішак · g7 чорний пішак · h7 чорний пішак · c6 чорний пішак · e6 чорний пішак · f6 чорний кінь · d5 чорний пішак · c4 білий пішак · d4 білий пішак · c3 білий кінь · e3 білий пішак · f3 білий кінь · a2 білий пішак · b2 білий пішак · f2 білий пішак · g2 білий пішак · h2 білий пішак · a1 біла тура · c1 білий слон · d1 білий ферзь · e1 білий король · f1 білий слон · h1 біла тура | a8 чорна тура · c8 чорний слон · d8 чорний ферзь · e8 чорний король · f8 чорний слон · h8 чорна тура · a7 чорний пішак · b7 чорний пішак · d7 чорний кінь · f7 чорний пішак · g7 чорний пішак · h7 чорний пішак · c6 чорний пішак · e6 чорний пішак · f6 чорний кінь · d5 чорний пішак · c4 білий пішак · d4 білий пішак · c3 білий кінь · e3 білий пішак · f3 білий кінь · a2 білий пішак · b2 білий пішак · f2 білий пішак · g2 білий пішак · h2 білий пішак · a1 біла тура · c1 білий слон · d1 білий ферзь · e1 білий король · f1 білий слон · h1 біла тура | a8 чорна тура · c8 чорний слон · d8 чорний ферзь · e8 чорний король · f8 чорний слон · h8 чорна тура · a7 чорний пішак · b7 чорний пішак · d7 чорний кінь · f7 чорний пішак · g7 чорний пішак · h7 чорний пішак · c6 чорний пішак · e6 чорний пішак · f6 чорний кінь · d5 чорний пішак · c4 білий пішак · d4 білий пішак · c3 білий кінь · e3 білий пішак · f3 білий кінь · a2 білий пішак · b2 білий пішак · f2 білий пішак · g2 білий пішак · h2 білий пішак · a1 біла тура · c1 білий слон · d1 білий ферзь · e1 білий король · f1 білий слон · h1 біла тура | a8 чорна тура · c8 чорний слон · d8 чорний ферзь · e8 чорний король · f8 чорний слон · h8 чорна тура · a7 чорний пішак · b7 чорний пішак · d7 чорний кінь · f7 чорний пішак · g7 чорний пішак · h7 чорний пішак · c6 чорний пішак · e6 чорний пішак · f6 чорний кінь · d5 чорний пішак · c4 білий пішак · d4 білий пішак · c3 білий кінь · e3 білий пішак · f3 білий кінь · a2 білий пішак · b2 білий пішак · f2 білий пішак · g2 білий пішак · h2 білий пішак · a1 біла тура · c1 білий слон · d1 білий ферзь · e1 білий король · f1 білий слон · h1 біла тура | a8 чорна тура · c8 чорний слон · d8 чорний ферзь · e8 чорний король · f8 чорний слон · h8 чорна тура · a7 чорний пішак · b7 чорний пішак · d7 чорний кінь · f7 чорний пішак · g7 чорний пішак · h7 чорний пішак · c6 чорний пішак · e6 чорний пішак · f6 чорний кінь · d5 чорний пішак · c4 білий пішак · d4 білий пішак · c3 білий кінь · e3 білий пішак · f3 білий кінь · a2 білий пішак · b2 білий пішак · f2 білий пішак · g2 білий пішак · h2 білий пішак · a1 біла тура · c1 білий слон · d1 білий ферзь · e1 білий король · f1 білий слон · h1 біла тура | a8 чорна тура · c8 чорний слон · d8 чорний ферзь · e8 чорний король · f8 чорний слон · h8 чорна тура · a7 чорний пішак · b7 чорний пішак · d7 чорний кінь · f7 чорний пішак · g7 чорний пішак · h7 чорний пішак · c6 чорний пішак · e6 чорний пішак · f6 чорний кінь · d5 чорний пішак · c4 білий пішак · d4 білий пішак · c3 білий кінь · e3 білий пішак · f3 білий кінь · a2 білий пішак · b2 білий пішак · f2 білий пішак · g2 білий пішак · h2 білий пішак · a1 біла тура · c1 білий слон · d1 білий ферзь · e1 білий король · f1 білий слон · h1 біла тура | a8 чорна тура · c8 чорний слон · d8 чорний ферзь · e8 чорний король · f8 чорний слон · h8 чорна тура · a7 чорний пішак · b7 чорний пішак · d7 чорний кінь · f7 чорний пішак · g7 чорний пішак · h7 чорний пішак · c6 чорний пішак · e6 чорний пішак · f6 чорний кінь · d5 чорний пішак · c4 білий пішак · d4 білий пішак · c3 білий кінь · e3 білий пішак · f3 білий кінь · a2 білий пішак · b2 білий пішак · f2 білий пішак · g2 білий пішак · h2 білий пішак · a1 біла тура · c1 білий слон · d1 білий ферзь · e1 білий король · f1 білий слон · h1 біла тура | a8 чорна тура · c8 чорний слон · d8 чорний ферзь · e8 чорний король · f8 чорний слон · h8 чорна тура · a7 чорний пішак · b7 чорний пішак · d7 чорний кінь · f7 чорний пішак · g7 чорний пішак · h7 чорний пішак · c6 чорний пішак · e6 чорний пішак · f6 чорний кінь · d5 чорний пішак · c4 білий пішак · d4 білий пішак · c3 білий кінь · e3 білий пішак · f3 білий кінь · a2 білий пішак · b2 білий пішак · f2 білий пішак · g2 білий пішак · h2 білий пішак · a1 біла тура · c1 білий слон · d1 білий ферзь · e1 білий король · f1 білий слон · h1 біла тура | 5 |
| 4 | a8 чорна тура · c8 чорний слон · d8 чорний ферзь · e8 чорний король · f8 чорний слон · h8 чорна тура · a7 чорний пішак · b7 чорний пішак · d7 чорний кінь · f7 чорний пішак · g7 чорний пішак · h7 чорний пішак · c6 чорний пішак · e6 чорний пішак · f6 чорний кінь · d5 чорний пішак · c4 білий пішак · d4 білий пішак · c3 білий кінь · e3 білий пішак · f3 білий кінь · a2 білий пішак · b2 білий пішак · f2 білий пішак · g2 білий пішак · h2 білий пішак · a1 біла тура · c1 білий слон · d1 білий ферзь · e1 білий король · f1 білий слон · h1 біла тура | a8 чорна тура · c8 чорний слон · d8 чорний ферзь · e8 чорний король · f8 чорний слон · h8 чорна тура · a7 чорний пішак · b7 чорний пішак · d7 чорний кінь · f7 чорний пішак · g7 чорний пішак · h7 чорний пішак · c6 чорний пішак · e6 чорний пішак · f6 чорний кінь · d5 чорний пішак · c4 білий пішак · d4 білий пішак · c3 білий кінь · e3 білий пішак · f3 білий кінь · a2 білий пішак · b2 білий пішак · f2 білий пішак · g2 білий пішак · h2 білий пішак · a1 біла тура · c1 білий слон · d1 білий ферзь · e1 білий король · f1 білий слон · h1 біла тура | a8 чорна тура · c8 чорний слон · d8 чорний ферзь · e8 чорний король · f8 чорний слон · h8 чорна тура · a7 чорний пішак · b7 чорний пішак · d7 чорний кінь · f7 чорний пішак · g7 чорний пішак · h7 чорний пішак · c6 чорний пішак · e6 чорний пішак · f6 чорний кінь · d5 чорний пішак · c4 білий пішак · d4 білий пішак · c3 білий кінь · e3 білий пішак · f3 білий кінь · a2 білий пішак · b2 білий пішак · f2 білий пішак · g2 білий пішак · h2 білий пішак · a1 біла тура · c1 білий слон · d1 білий ферзь · e1 білий король · f1 білий слон · h1 біла тура | a8 чорна тура · c8 чорний слон · d8 чорний ферзь · e8 чорний король · f8 чорний слон · h8 чорна тура · a7 чорний пішак · b7 чорний пішак · d7 чорний кінь · f7 чорний пішак · g7 чорний пішак · h7 чорний пішак · c6 чорний пішак · e6 чорний пішак · f6 чорний кінь · d5 чорний пішак · c4 білий пішак · d4 білий пішак · c3 білий кінь · e3 білий пішак · f3 білий кінь · a2 білий пішак · b2 білий пішак · f2 білий пішак · g2 білий пішак · h2 білий пішак · a1 біла тура · c1 білий слон · d1 білий ферзь · e1 білий король · f1 білий слон · h1 біла тура | a8 чорна тура · c8 чорний слон · d8 чорний ферзь · e8 чорний король · f8 чорний слон · h8 чорна тура · a7 чорний пішак · b7 чорний пішак · d7 чорний кінь · f7 чорний пішак · g7 чорний пішак · h7 чорний пішак · c6 чорний пішак · e6 чорний пішак · f6 чорний кінь · d5 чорний пішак · c4 білий пішак · d4 білий пішак · c3 білий кінь · e3 білий пішак · f3 білий кінь · a2 білий пішак · b2 білий пішак · f2 білий пішак · g2 білий пішак · h2 білий пішак · a1 біла тура · c1 білий слон · d1 білий ферзь · e1 білий король · f1 білий слон · h1 біла тура | a8 чорна тура · c8 чорний слон · d8 чорний ферзь · e8 чорний король · f8 чорний слон · h8 чорна тура · a7 чорний пішак · b7 чорний пішак · d7 чорний кінь · f7 чорний пішак · g7 чорний пішак · h7 чорний пішак · c6 чорний пішак · e6 чорний пішак · f6 чорний кінь · d5 чорний пішак · c4 білий пішак · d4 білий пішак · c3 білий кінь · e3 білий пішак · f3 білий кінь · a2 білий пішак · b2 білий пішак · f2 білий пішак · g2 білий пішак · h2 білий пішак · a1 біла тура · c1 білий слон · d1 білий ферзь · e1 білий король · f1 білий слон · h1 біла тура | a8 чорна тура · c8 чорний слон · d8 чорний ферзь · e8 чорний король · f8 чорний слон · h8 чорна тура · a7 чорний пішак · b7 чорний пішак · d7 чорний кінь · f7 чорний пішак · g7 чорний пішак · h7 чорний пішак · c6 чорний пішак · e6 чорний пішак · f6 чорний кінь · d5 чорний пішак · c4 білий пішак · d4 білий пішак · c3 білий кінь · e3 білий пішак · f3 білий кінь · a2 білий пішак · b2 білий пішак · f2 білий пішак · g2 білий пішак · h2 білий пішак · a1 біла тура · c1 білий слон · d1 білий ферзь · e1 білий король · f1 білий слон · h1 біла тура | a8 чорна тура · c8 чорний слон · d8 чорний ферзь · e8 чорний король · f8 чорний слон · h8 чорна тура · a7 чорний пішак · b7 чорний пішак · d7 чорний кінь · f7 чорний пішак · g7 чорний пішак · h7 чорний пішак · c6 чорний пішак · e6 чорний пішак · f6 чорний кінь · d5 чорний пішак · c4 білий пішак · d4 білий пішак · c3 білий кінь · e3 білий пішак · f3 білий кінь · a2 білий пішак · b2 білий пішак · f2 білий пішак · g2 білий пішак · h2 білий пішак · a1 біла тура · c1 білий слон · d1 білий ферзь · e1 білий король · f1 білий слон · h1 біла тура | 4 |
| 3 | a8 чорна тура · c8 чорний слон · d8 чорний ферзь · e8 чорний король · f8 чорний слон · h8 чорна тура · a7 чорний пішак · b7 чорний пішак · d7 чорний кінь · f7 чорний пішак · g7 чорний пішак · h7 чорний пішак · c6 чорний пішак · e6 чорний пішак · f6 чорний кінь · d5 чорний пішак · c4 білий пішак · d4 білий пішак · c3 білий кінь · e3 білий пішак · f3 білий кінь · a2 білий пішак · b2 білий пішак · f2 білий пішак · g2 білий пішак · h2 білий пішак · a1 біла тура · c1 білий слон · d1 білий ферзь · e1 білий король · f1 білий слон · h1 біла тура | a8 чорна тура · c8 чорний слон · d8 чорний ферзь · e8 чорний король · f8 чорний слон · h8 чорна тура · a7 чорний пішак · b7 чорний пішак · d7 чорний кінь · f7 чорний пішак · g7 чорний пішак · h7 чорний пішак · c6 чорний пішак · e6 чорний пішак · f6 чорний кінь · d5 чорний пішак · c4 білий пішак · d4 білий пішак · c3 білий кінь · e3 білий пішак · f3 білий кінь · a2 білий пішак · b2 білий пішак · f2 білий пішак · g2 білий пішак · h2 білий пішак · a1 біла тура · c1 білий слон · d1 білий ферзь · e1 білий король · f1 білий слон · h1 біла тура | a8 чорна тура · c8 чорний слон · d8 чорний ферзь · e8 чорний король · f8 чорний слон · h8 чорна тура · a7 чорний пішак · b7 чорний пішак · d7 чорний кінь · f7 чорний пішак · g7 чорний пішак · h7 чорний пішак · c6 чорний пішак · e6 чорний пішак · f6 чорний кінь · d5 чорний пішак · c4 білий пішак · d4 білий пішак · c3 білий кінь · e3 білий пішак · f3 білий кінь · a2 білий пішак · b2 білий пішак · f2 білий пішак · g2 білий пішак · h2 білий пішак · a1 біла тура · c1 білий слон · d1 білий ферзь · e1 білий король · f1 білий слон · h1 біла тура | a8 чорна тура · c8 чорний слон · d8 чорний ферзь · e8 чорний король · f8 чорний слон · h8 чорна тура · a7 чорний пішак · b7 чорний пішак · d7 чорний кінь · f7 чорний пішак · g7 чорний пішак · h7 чорний пішак · c6 чорний пішак · e6 чорний пішак · f6 чорний кінь · d5 чорний пішак · c4 білий пішак · d4 білий пішак · c3 білий кінь · e3 білий пішак · f3 білий кінь · a2 білий пішак · b2 білий пішак · f2 білий пішак · g2 білий пішак · h2 білий пішак · a1 біла тура · c1 білий слон · d1 білий ферзь · e1 білий король · f1 білий слон · h1 біла тура | a8 чорна тура · c8 чорний слон · d8 чорний ферзь · e8 чорний король · f8 чорний слон · h8 чорна тура · a7 чорний пішак · b7 чорний пішак · d7 чорний кінь · f7 чорний пішак · g7 чорний пішак · h7 чорний пішак · c6 чорний пішак · e6 чорний пішак · f6 чорний кінь · d5 чорний пішак · c4 білий пішак · d4 білий пішак · c3 білий кінь · e3 білий пішак · f3 білий кінь · a2 білий пішак · b2 білий пішак · f2 білий пішак · g2 білий пішак · h2 білий пішак · a1 біла тура · c1 білий слон · d1 білий ферзь · e1 білий король · f1 білий слон · h1 біла тура | a8 чорна тура · c8 чорний слон · d8 чорний ферзь · e8 чорний король · f8 чорний слон · h8 чорна тура · a7 чорний пішак · b7 чорний пішак · d7 чорний кінь · f7 чорний пішак · g7 чорний пішак · h7 чорний пішак · c6 чорний пішак · e6 чорний пішак · f6 чорний кінь · d5 чорний пішак · c4 білий пішак · d4 білий пішак · c3 білий кінь · e3 білий пішак · f3 білий кінь · a2 білий пішак · b2 білий пішак · f2 білий пішак · g2 білий пішак · h2 білий пішак · a1 біла тура · c1 білий слон · d1 білий ферзь · e1 білий король · f1 білий слон · h1 біла тура | a8 чорна тура · c8 чорний слон · d8 чорний ферзь · e8 чорний король · f8 чорний слон · h8 чорна тура · a7 чорний пішак · b7 чорний пішак · d7 чорний кінь · f7 чорний пішак · g7 чорний пішак · h7 чорний пішак · c6 чорний пішак · e6 чорний пішак · f6 чорний кінь · d5 чорний пішак · c4 білий пішак · d4 білий пішак · c3 білий кінь · e3 білий пішак · f3 білий кінь · a2 білий пішак · b2 білий пішак · f2 білий пішак · g2 білий пішак · h2 білий пішак · a1 біла тура · c1 білий слон · d1 білий ферзь · e1 білий король · f1 білий слон · h1 біла тура | a8 чорна тура · c8 чорний слон · d8 чорний ферзь · e8 чорний король · f8 чорний слон · h8 чорна тура · a7 чорний пішак · b7 чорний пішак · d7 чорний кінь · f7 чорний пішак · g7 чорний пішак · h7 чорний пішак · c6 чорний пішак · e6 чорний пішак · f6 чорний кінь · d5 чорний пішак · c4 білий пішак · d4 білий пішак · c3 білий кінь · e3 білий пішак · f3 білий кінь · a2 білий пішак · b2 білий пішак · f2 білий пішак · g2 білий пішак · h2 білий пішак · a1 біла тура · c1 білий слон · d1 білий ферзь · e1 білий король · f1 білий слон · h1 біла тура | 3 |
| 2 | a8 чорна тура · c8 чорний слон · d8 чорний ферзь · e8 чорний король · f8 чорний слон · h8 чорна тура · a7 чорний пішак · b7 чорний пішак · d7 чорний кінь · f7 чорний пішак · g7 чорний пішак · h7 чорний пішак · c6 чорний пішак · e6 чорний пішак · f6 чорний кінь · d5 чорний пішак · c4 білий пішак · d4 білий пішак · c3 білий кінь · e3 білий пішак · f3 білий кінь · a2 білий пішак · b2 білий пішак · f2 білий пішак · g2 білий пішак · h2 білий пішак · a1 біла тура · c1 білий слон · d1 білий ферзь · e1 білий король · f1 білий слон · h1 біла тура | a8 чорна тура · c8 чорний слон · d8 чорний ферзь · e8 чорний король · f8 чорний слон · h8 чорна тура · a7 чорний пішак · b7 чорний пішак · d7 чорний кінь · f7 чорний пішак · g7 чорний пішак · h7 чорний пішак · c6 чорний пішак · e6 чорний пішак · f6 чорний кінь · d5 чорний пішак · c4 білий пішак · d4 білий пішак · c3 білий кінь · e3 білий пішак · f3 білий кінь · a2 білий пішак · b2 білий пішак · f2 білий пішак · g2 білий пішак · h2 білий пішак · a1 біла тура · c1 білий слон · d1 білий ферзь · e1 білий король · f1 білий слон · h1 біла тура | a8 чорна тура · c8 чорний слон · d8 чорний ферзь · e8 чорний король · f8 чорний слон · h8 чорна тура · a7 чорний пішак · b7 чорний пішак · d7 чорний кінь · f7 чорний пішак · g7 чорний пішак · h7 чорний пішак · c6 чорний пішак · e6 чорний пішак · f6 чорний кінь · d5 чорний пішак · c4 білий пішак · d4 білий пішак · c3 білий кінь · e3 білий пішак · f3 білий кінь · a2 білий пішак · b2 білий пішак · f2 білий пішак · g2 білий пішак · h2 білий пішак · a1 біла тура · c1 білий слон · d1 білий ферзь · e1 білий король · f1 білий слон · h1 біла тура | a8 чорна тура · c8 чорний слон · d8 чорний ферзь · e8 чорний король · f8 чорний слон · h8 чорна тура · a7 чорний пішак · b7 чорний пішак · d7 чорний кінь · f7 чорний пішак · g7 чорний пішак · h7 чорний пішак · c6 чорний пішак · e6 чорний пішак · f6 чорний кінь · d5 чорний пішак · c4 білий пішак · d4 білий пішак · c3 білий кінь · e3 білий пішак · f3 білий кінь · a2 білий пішак · b2 білий пішак · f2 білий пішак · g2 білий пішак · h2 білий пішак · a1 біла тура · c1 білий слон · d1 білий ферзь · e1 білий король · f1 білий слон · h1 біла тура | a8 чорна тура · c8 чорний слон · d8 чорний ферзь · e8 чорний король · f8 чорний слон · h8 чорна тура · a7 чорний пішак · b7 чорний пішак · d7 чорний кінь · f7 чорний пішак · g7 чорний пішак · h7 чорний пішак · c6 чорний пішак · e6 чорний пішак · f6 чорний кінь · d5 чорний пішак · c4 білий пішак · d4 білий пішак · c3 білий кінь · e3 білий пішак · f3 білий кінь · a2 білий пішак · b2 білий пішак · f2 білий пішак · g2 білий пішак · h2 білий пішак · a1 біла тура · c1 білий слон · d1 білий ферзь · e1 білий король · f1 білий слон · h1 біла тура | a8 чорна тура · c8 чорний слон · d8 чорний ферзь · e8 чорний король · f8 чорний слон · h8 чорна тура · a7 чорний пішак · b7 чорний пішак · d7 чорний кінь · f7 чорний пішак · g7 чорний пішак · h7 чорний пішак · c6 чорний пішак · e6 чорний пішак · f6 чорний кінь · d5 чорний пішак · c4 білий пішак · d4 білий пішак · c3 білий кінь · e3 білий пішак · f3 білий кінь · a2 білий пішак · b2 білий пішак · f2 білий пішак · g2 білий пішак · h2 білий пішак · a1 біла тура · c1 білий слон · d1 білий ферзь · e1 білий король · f1 білий слон · h1 біла тура | a8 чорна тура · c8 чорний слон · d8 чорний ферзь · e8 чорний король · f8 чорний слон · h8 чорна тура · a7 чорний пішак · b7 чорний пішак · d7 чорний кінь · f7 чорний пішак · g7 чорний пішак · h7 чорний пішак · c6 чорний пішак · e6 чорний пішак · f6 чорний кінь · d5 чорний пішак · c4 білий пішак · d4 білий пішак · c3 білий кінь · e3 білий пішак · f3 білий кінь · a2 білий пішак · b2 білий пішак · f2 білий пішак · g2 білий пішак · h2 білий пішак · a1 біла тура · c1 білий слон · d1 білий ферзь · e1 білий король · f1 білий слон · h1 біла тура | a8 чорна тура · c8 чорний слон · d8 чорний ферзь · e8 чорний король · f8 чорний слон · h8 чорна тура · a7 чорний пішак · b7 чорний пішак · d7 чорний кінь · f7 чорний пішак · g7 чорний пішак · h7 чорний пішак · c6 чорний пішак · e6 чорний пішак · f6 чорний кінь · d5 чорний пішак · c4 білий пішак · d4 білий пішак · c3 білий кінь · e3 білий пішак · f3 білий кінь · a2 білий пішак · b2 білий пішак · f2 білий пішак · g2 білий пішак · h2 білий пішак · a1 біла тура · c1 білий слон · d1 білий ферзь · e1 білий король · f1 білий слон · h1 біла тура | 2 |
| 1 | a8 чорна тура · c8 чорний слон · d8 чорний ферзь · e8 чорний король · f8 чорний слон · h8 чорна тура · a7 чорний пішак · b7 чорний пішак · d7 чорний кінь · f7 чорний пішак · g7 чорний пішак · h7 чорний пішак · c6 чорний пішак · e6 чорний пішак · f6 чорний кінь · d5 чорний пішак · c4 білий пішак · d4 білий пішак · c3 білий кінь · e3 білий пішак · f3 білий кінь · a2 білий пішак · b2 білий пішак · f2 білий пішак · g2 білий пішак · h2 білий пішак · a1 біла тура · c1 білий слон · d1 білий ферзь · e1 білий король · f1 білий слон · h1 біла тура | a8 чорна тура · c8 чорний слон · d8 чорний ферзь · e8 чорний король · f8 чорний слон · h8 чорна тура · a7 чорний пішак · b7 чорний пішак · d7 чорний кінь · f7 чорний пішак · g7 чорний пішак · h7 чорний пішак · c6 чорний пішак · e6 чорний пішак · f6 чорний кінь · d5 чорний пішак · c4 білий пішак · d4 білий пішак · c3 білий кінь · e3 білий пішак · f3 білий кінь · a2 білий пішак · b2 білий пішак · f2 білий пішак · g2 білий пішак · h2 білий пішак · a1 біла тура · c1 білий слон · d1 білий ферзь · e1 білий король · f1 білий слон · h1 біла тура | a8 чорна тура · c8 чорний слон · d8 чорний ферзь · e8 чорний король · f8 чорний слон · h8 чорна тура · a7 чорний пішак · b7 чорний пішак · d7 чорний кінь · f7 чорний пішак · g7 чорний пішак · h7 чорний пішак · c6 чорний пішак · e6 чорний пішак · f6 чорний кінь · d5 чорний пішак · c4 білий пішак · d4 білий пішак · c3 білий кінь · e3 білий пішак · f3 білий кінь · a2 білий пішак · b2 білий пішак · f2 білий пішак · g2 білий пішак · h2 білий пішак · a1 біла тура · c1 білий слон · d1 білий ферзь · e1 білий король · f1 білий слон · h1 біла тура | a8 чорна тура · c8 чорний слон · d8 чорний ферзь · e8 чорний король · f8 чорний слон · h8 чорна тура · a7 чорний пішак · b7 чорний пішак · d7 чорний кінь · f7 чорний пішак · g7 чорний пішак · h7 чорний пішак · c6 чорний пішак · e6 чорний пішак · f6 чорний кінь · d5 чорний пішак · c4 білий пішак · d4 білий пішак · c3 білий кінь · e3 білий пішак · f3 білий кінь · a2 білий пішак · b2 білий пішак · f2 білий пішак · g2 білий пішак · h2 білий пішак · a1 біла тура · c1 білий слон · d1 білий ферзь · e1 білий король · f1 білий слон · h1 біла тура | a8 чорна тура · c8 чорний слон · d8 чорний ферзь · e8 чорний король · f8 чорний слон · h8 чорна тура · a7 чорний пішак · b7 чорний пішак · d7 чорний кінь · f7 чорний пішак · g7 чорний пішак · h7 чорний пішак · c6 чорний пішак · e6 чорний пішак · f6 чорний кінь · d5 чорний пішак · c4 білий пішак · d4 білий пішак · c3 білий кінь · e3 білий пішак · f3 білий кінь · a2 білий пішак · b2 білий пішак · f2 білий пішак · g2 білий пішак · h2 білий пішак · a1 біла тура · c1 білий слон · d1 білий ферзь · e1 білий король · f1 білий слон · h1 біла тура | a8 чорна тура · c8 чорний слон · d8 чорний ферзь · e8 чорний король · f8 чорний слон · h8 чорна тура · a7 чорний пішак · b7 чорний пішак · d7 чорний кінь · f7 чорний пішак · g7 чорний пішак · h7 чорний пішак · c6 чорний пішак · e6 чорний пішак · f6 чорний кінь · d5 чорний пішак · c4 білий пішак · d4 білий пішак · c3 білий кінь · e3 білий пішак · f3 білий кінь · a2 білий пішак · b2 білий пішак · f2 білий пішак · g2 білий пішак · h2 білий пішак · a1 біла тура · c1 білий слон · d1 білий ферзь · e1 білий король · f1 білий слон · h1 біла тура | a8 чорна тура · c8 чорний слон · d8 чорний ферзь · e8 чорний король · f8 чорний слон · h8 чорна тура · a7 чорний пішак · b7 чорний пішак · d7 чорний кінь · f7 чорний пішак · g7 чорний пішак · h7 чорний пішак · c6 чорний пішак · e6 чорний пішак · f6 чорний кінь · d5 чорний пішак · c4 білий пішак · d4 білий пішак · c3 білий кінь · e3 білий пішак · f3 білий кінь · a2 білий пішак · b2 білий пішак · f2 білий пішак · g2 білий пішак · h2 білий пішак · a1 біла тура · c1 білий слон · d1 білий ферзь · e1 білий король · f1 білий слон · h1 біла тура | a8 чорна тура · c8 чорний слон · d8 чорний ферзь · e8 чорний король · f8 чорний слон · h8 чорна тура · a7 чорний пішак · b7 чорний пішак · d7 чорний кінь · f7 чорний пішак · g7 чорний пішак · h7 чорний пішак · c6 чорний пішак · e6 чорний пішак · f6 чорний кінь · d5 чорний пішак · c4 білий пішак · d4 білий пішак · c3 білий кінь · e3 білий пішак · f3 білий кінь · a2 білий пішак · b2 білий пішак · f2 білий пішак · g2 білий пішак · h2 білий пішак · a1 біла тура · c1 білий слон · d1 білий ферзь · e1 білий король · f1 білий слон · h1 біла тура | 1 |
|   | a | b | c | d | e | f | g | h |   |

- - 3...е7-e5 — контргамбіт Вінавера[3]
  - 3...d5:c4 4. е2-e3 — варіант Алехіна[4]
    - 4...a7-a6 — варіант Чебаненка
    - 4...g7-g6 - варіант Шлехтера[5]
      - 5. е2-е4 b7-b5 6. е4-e5 — гамбіт Геллера
      - 5. а2-а4 — варіант Алапіна